# Edyta Piecha
Edyta Maria Piecha (oroszosan: Egyita Sztanyiszlavovna Pjeha [Эдита Станиславовна Пьеха]; születési nevén: Édith-Marie Pierha; Franciaország, Noyelles-sous-Lens, 1937. július 31.) lengyel származású szovjet-orosz táncdalénekesnő.

## Élete és pályája
Lengyel családba született, bányász apa és tanítónő anya gyermekeként. Egészen 1955-ig Lengyelországban élt, amikor is Leningrádba ment, hogy pszichológiát tanuljon. Bár már korábban is tanult zenét, ebben az évben lett népszerű egy 1955 szilveszterén lengyelül elénekelt dalával (Autobus czerwony). Első, nemzetközi mércével is mérhető slágere az 1957-es Moszkvai esték című dal volt. Nemzetközi viszonylatban is kiemelkedő énekesnő volt: fellépett a Carnegie Hallban és a párizsi Olympiában is.

## Fordítás
- Ez a szócikk részben vagy egészben  az   Edita Piekha című angol Wikipédia-szócikk fordításán alapul.  Az eredeti cikk szerkesztőit annak laptörténete sorolja fel. Ez a jelzés csupán a megfogalmazás eredetét és a szerzői jogokat jelzi, nem szolgál a cikkben szereplő információk forrásmegjelöléseként.